# Yllenus salsicola
Yllenus salsicola là một loài nhện trong họ Salticidae.
Loài này thuộc chi Yllenus. Yllenus salsicola được Eugène Simon miêu tả năm 1937.